# Cacupira iodina
Cacupira iodina är en skalbaggsart som först beskrevs av Bates 1881.  Cacupira iodina ingår i släktet Cacupira och familjen långhorningar. Inga underarter finns listade.